# ليندسي هاردينغ
ليندسي هاردينغ (بالإنجليزية: Lindsey Harding)‏ مواليد 12 يونيو 1984 في موبيل، هي لاعبة كرة سلة أمريكية. بدأت مسيرتها الاحترافية في سنة 2007. تم اختيارها من قبل فريق فينيكس ميركوري خلال الدرافت. تلعب مع فريق نادي بشكتاش في دوري الدوري التركي لكرة السلة للسيدات كلاعب هجوم خلفي. وتحمل الرقم 10. يبلغ طولها 5 قدم 8 بوصة (1.7 م). مثلت منتخب بلادها. شاركت في دورة الألعاب الأولمبية الصيفية سنة 2016.

## المسيرة الاحترافية
لعبت مع مينيسوتا لينكس في موسم 2007–2008، ثم لعبت مع واشنطن ميستيكس في موسم 2009–2010، ثم لعبت مع أتلانتا دريم في موسم 2011–2012، ثم لعبت مع نادي غلطة سراي لكرة السلة للسيدات في سنة 2013، ثم لعبت مع لوس أنجلوس سباركس في موسم 2013–2014.

## روابط خارجية
- ليندسي هاردينغ على موقع الاتحاد الدولي لكرة السلة (الإنجليزية)
- ليندسي هاردينغ على موقع الاتحاد الوطني لكرة السلة النسائية (الإنجليزية)
- ليندسي هاردينغ على موقع كرة السلة الأوروبية.كوم (الإنجليزية)
- ليندسي هاردينغ على موقع كلية كرة السلة في سبورتس رفرنس.كوم (الإنجليزية)
- ليندسي هاردينغ على موقع بروبوليرز (الإنجليزية)
- ليندسي هاردينغ على موقع سبورتس رفرنس (الإنجليزية)
- ليندسي هاردينغ على موقع سبورتس رفرنس (الإنجليزية)
- ليندسي هاردينغ على موقع سبورتس رفرنس (الإنجليزية)
- ليندسي هاردينغ على موقع اللجنة الأولمبية الدولية (الإنجليزية)
- ليندسي هاردينغ على موقع أوليمبيديا (الإنجليزية)